# Donald Hawgood
Donald Trevor „Don“ Hawgood (* 20. März 1917; † 9. Juni 2010 in Toronto) war ein kanadischer Kanute.

## Erfolge
Donald Hawgood gewann bei den Olympischen Spielen 1952 in Helsinki die Silbermedaille im Zweier-Canadier. Auf der 10.000-Meter-Strecke starteten er und Kenneth Lane in einer neun Boote umfassenden Konkurrenz, die sie in einer Rennzeit von 54:09,9 Minuten abschlossen. Sie kamen mit einem Rückstand von 1,6 Sekunden hinter den siegreichen Franzosen Georges Turlier und Jean Laudet und einem Vorsprung von 18,2 Sekunden auf die Deutschen Egon Drews und Wilfried Soltau ins Ziel, womit sie die Silbermedaille gewannen.